# 纪英林
纪英林（1931年12月—），男，汉族，辽宁盘山人，中华人民共和国政治人物，全国劳动模范，曾任第二、三、四届全国人大代表，中国共产党第十一届中央委员会候补委员。